# Stop Snitchin Stop Lyin
Stop Snitchin Stop Lyin — мікстейп американського репера The Game, виданий 2005 року. Гости: Nu Jerzey Devil, DJ Skee, DJ Clue. Реліз є третім із серії трьох мікстейпів, спрямованих проти учасників G-Unit. На релізі DJ Clue повторює «Come on Game it's the last one», пропонуючи завершити написання дисів на колишніх колег. Існують усі підстави вважати, що трек «Niggaz Bleed» спрямований проти Шуґа Найта.

## Сертифікації
Вихід DVD відбувся 10 січня 2006. У 2006 в Ірландії мікстейп отримав платиновий статус (наклад: 15 тис. копій), а DVD — золотий.

## Список пісень
1. «Intro» (з участю 50 Cent)
2. «We Are the Champions» (50 Cent & G-Unit Diss) (з участю Chicken Little)
3. «120 Bars» (G-Unit, Mobb Deep, Olivia & Mase Diss)
4. «Stop Talkin' to the Cops» (50 Cent & G-Unit Diss) (з участю Techniec aka Beach Boy)
5. «Niggaz Bleed» (з участю Techniec)
6. «Testify» (50 Cent Diss) (з участю Techniec та Charli Baltimore)
7. «1970 Somethin'» (з участю The Notorious B.I.G.)
8. «G-Unit Crip» (G-Unit Diss) (з участю Techniec)
9. «Beach Boy» (з участю Techniec)
10. «Not Gonna Leave» (з участю Paul Wall та Trae)
11. «Above the Rim in Farmington, CT» (skit)
12. «Freeze» (з участю Eastwood)
13. «A.M. to P.M.» (з участю Cyssero aka RockStar)
14. «My Lowrider» (з участю Paul Wall, WC, E-40, Chingy, Techniec, Crooked I, Lil Rob та Ice Cube)
15. «Gayo» (skit)
16. «Bounce Back» (з участю Charli Baltimore)
17. «Quiet» (Junior Mafia, Foxxy Brown & 50 Cent Diss) (з участю Lil' Kim)
18. «All I Need» (G-Unit, Terrance Howard, Mobb Deep & Mase Diss)
19. «I Told You» (G-Unit, Mase & Olivia Diss)
20. «Buckest» (з участю Cashville)
21. «Outro (Red Bandana)» (G-Unit Records Diss)